# Аустра

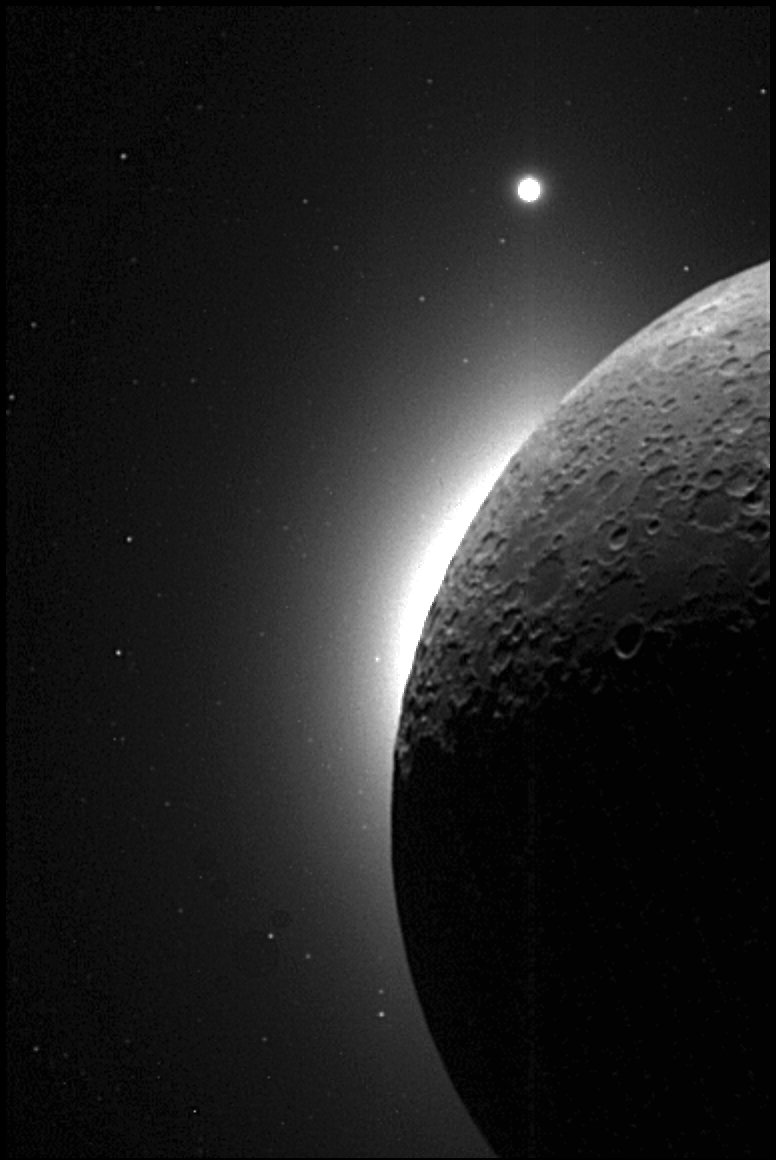

Аустра, Аустріне (латис. ранкова зоря), Аушра (лит. зоря), Аушріне (лит. ранкова зоря) — в балтійській міфології втілення ранкової зорі (або зірки), персонаж стародавнього міфу про «небесне весілля». Місяць зраджує сонцю з Аустрою, за що Перкунас розрубує його мечем. Сонце Сауле наказує Аустрі завжди триматися біля неї. 
По одному з варіантів Аустра — дружина Перкунаса, за зраду вона відсилається на землю, де перетворюється в хтонічну богиню Мару, Жяміну, Лауму. 
Іноді ранкова зірка пов'язана з вечірньою зіркою Вакаріне. 